# 池英洙
池英洙（韓語：지영수），韓國電視劇導演。

## 作品

### 電視劇
- 2004年：KBS《OH!必勝奉順英》
- 2007年：KBS《為尋花而來》
- 2009年：KBS《拜託小姐》
- 2010年：SBS《唐突的女人》
- 2014年：KBS《Big Man》
- 2015年：JTBC《為純情著迷》
- 2015年：搜狐網《高品格單戀》
- 2018年：tvN《Nine Room》
- 2021年：TV朝鮮《Uncle》

### 電影
- 2009年：《三角》

## 外部連結
- NAVER搜索 （页面存档备份，存于）